# 尼斯特魯奧塔奇足球俱樂部
尼斯特魯奧塔奇足球俱樂部（FC Nistru Otaci）是摩爾多瓦一家已解散的足球會，主場位於奧塔奇。

## 外部連結
- Profile at DiviziaNationala.com （罗马尼亚文）